# Parco regionale della Valle del Lambro
Il parco regionale della Valle del Lambro è un'area naturale protetta della Lombardia istituita nel 1983. È in gestione a un consorzio costituito da 36 comuni delle province di Como, Lecco e Monza e della Brianza.

## Territorio
Il Parco comprende un territorio che si estende da nord a sud per circa 25 km; occupa una superficie di 8.348 ettari nella Valle del Lambro e ha un'altitudine che varia da 167 a 376 m s.l.m. Include numerose aree urbane, ma soprattutto zone boschive che affiorano lungo il Lambro e i suoi affluenti Bevere e Rii (Rio Pegorino, Rio Cantalupo).
A nord del Parco regionale si trovano due laghi compresi per tutta la loro superficie all'interno parco: il lago di Alserio e il lago di Pusiano, nel quale il Lambro, prima si getta col nome di Lambrone, poi esce e continua il suo percorso fino ad incontrare il Po presso Orio Litta.
La parte sud del parco è compresa nel Parco di Monza.

## Comuni
- Provincia di Como:

Albavilla, Alserio, Anzano del Parco, Arosio, Erba, Eupilio, Inverigo, Lambrugo, Lurago d'Erba, Merone, Monguzzo, Pusiano
- Provincia di Lecco:

Bosisio Parini, Casatenovo, Cassago Brianza, Cesana Brianza, Costa Masnaga, Nibionno, Rogeno
- Provincia di Monza e Brianza:

Albiate, Arcore, Besana Brianza, Biassono, Briosco, Carate Brianza, Correzzana, Giussano, Lesmo, Macherio, Monza, Sovico, Triuggio, Vedano al Lambro, Veduggio con Colzano, Verano Brianza, Villasanta

## Fauna
L'avifauna del parco è molto varia, troviamo rapaci quali il gufo, la civetta, i falchi e le poiane, e piccoli uccelli come pettirossi, fringuelli, cardellini.
Sono anche presenti rettili e anfibi: rane, rospi, salamandre, orbettini, ramarri, natrici, biacchi e bisce.
Tra i mammiferi vi sono le volpi, lo scoiattolo, il tasso, le donnole, i ricci, i topi e altri roditori.

## Flora
L'ambiente del parco è caratterizzato da ambienti floreali differenti tra loro, accomunati dalla forte impronta lasciata dall'uomo nelle sue svariate attività. Rilevanti sono i boschi di Robinia, carpini, farnie, ontani e frassini..

## Contatti
Viene gestito dal Ente di Diritto Pubblico Parco Regionale della Valle del Lambro che ha sede in via Vittorio Veneto, 19 a Triuggio (MB).